# Mistrzostwa Polski w Badmintonie 1982
18. Mistrzostwa Polski w badmintonie odbyły się w dniach 1-3 kwietnia 1982 roku w Warszawie.

## Klasyfikacja medalowa
| Konkurencja:            | Złoto:                                                                   | Srebro:                                                                   | Brąz: |
| gra pojedyncza kobiet   | Bożena Wojtkowska (Technik Głubczyce)                                    | Ewa Rusznica (Technik Głubczyce)                                          | Anna Zyśk (AZS Gdańsk) Elżbieta Utecht (AZS AWF Wrocław)                                                                                         |
| gra pojedyncza mężczyzn | Stanisław Rosko (Technik Głubczyce)                                      | Kazimierz Ciurys (Technik Głubczyce)                                      | Jerzy Dołhan (Technik Głubczyce) Piotr Rduch (Unia Bieruń Stary)                                                                                 |
| gra podwójna kobiet     | Ewa Rusznica (Technik Głubczyce) Bożena Wojtkowska (Technik Głubczyce)   | Bożena Siemieniec (Technik Głubczyce) Zofia Żółtańska (Technik Głubczyce) | Ewa Krawczyk (AZS AWF Wrocław) Elżbieta Utecht (AZS AWF Wrocław) Ewa Zdrojewska (Start Gdynia) Anna Źyśk (AZS Gdańsk)                            |
| gra podwójna mężczyzn   | Kazimierz Ciurys (Technik Głubczyce) Stanisław Rosko (Technik Głubczyce) | Jerzy Dołhan (Technik Głubczyce) Grzegorz Olchowiak (Technik Głubczyce)   | Krzysztof Kruk (AZS AWF Wrocław) Jacek Mrozowski (AZS AWF Wrocław) Jerzy Gwóźdź (Unia Bieruń Stary) Norbert Węgrzyn (Unia Bieruń Stary)          |
| gra mieszana            | Jerzy Dołhan (Technik Głubczyce) Bożena Wojtkowska (Technik Głubczyce)   | Stanisław Rosko (Technik Głubczyce) Maria Bahryj (Technik Głubczyce)      | Grzegorz Olchowiak (Technik Głubczyce) Bożena Siemieniec (Technik Głubczyce) Krzysztof Kruk (AZS AWF Wrocław) Maria Dobrowolska (Ursus Warszawa) |